# Billy, a Kölyök
Henry McCarty (New York, 1859. november 23. – Fort Sumner, Új-Mexikó, 1881. július 14.) leginkább Billy, a Kölyök néven ismert, de a William Antrim és a William Harrison Bonney nevet is használta.
Hírhedt amerikai törvényenkívüli volt, aki főleg ló- és marhatolvajlásból tartotta el magát. A Vadnyugat egyik leghírhedtebb pisztolyhősének tartják.

## Élete
Születési dátuma és helye is bizonytalan. A legelfogadottabb nézet szerint 1859-ben született New Yorkban, más források születési dátumaként az 1860-61-es éveket adják meg. Nevével szintén vannak problémák: csak édesanyja keresztneve biztos, Catherine. Hogy apja vagy anyja vezetékneve volt-e a McCarty, illetve a Bonney, azt nem tudni, mint ahogy azt sem, apja William volt-e vagy Patrick Henry. Édesapja talán a polgárháborúban halt meg. Mindkét szülője ír származású volt.
1868-ban özvegy édesanyja találkozott William Antrimmal, majd sok évnyi költözés után a család (a Kölyök öccsével, Joseph-fel együtt) Silver Cityben, Új-Mexikóban telepedett le, 1873-ban. Itt Billy édesanyja hozzáment Antrimhoz. Antrim csaposként és asztalosként dolgozott, de a szerencsejátékok hamar jobban kezdték érdekelni, mint felesége és mostohafiai. Ennek ellenére a fiatal fiú néha használta az Antrim nevet.
Anyja szembesülve a szegénységükkel, kénytelen volt kiadni szobáit, hogy eltarthassa fiait. Az asszony 1874. szeptember 16-án tuberkulózisban meghalt. Az egyedül maradt Antrim otthagyta fiait, és Arizona felé vette az irányt. Billy a közelben lévő hotelben dolgozott kosztért és kvártélyért. A hotel vezetője meg volt elégedve a fiúval, mint mondta, ő volt az egyetlen, aki neki dolgozott és nem lopott tőle semmit. Tanárai szerint sem volt több problémája mint a vele egykorú fiúknak, valamint szívesen segített az iskola körüli munkákban.
1875-ben Sombrero Jack társának javaslatára részt vett egy kínai mosoda kirablásában, de 1875. szeptember 23-án letartóztatták, mert megtalálták nála a rejtegetett ruhákat. Bebörtönzésének másnapján megszökött, úgy, hogy átpréselte vékony testét a kéményen. Innentől kezdve többé-kevésbé szökevénynek számított. Két évig farmokon dolgozott, vándorolva Arizona vidékein, és megkeresett kevés keresetét szerencsejátékokon szórta el. 1877-ben a Fort Grant Army Post kocsisa lett, fát szállított az erdőből a fűrésztelepre. A munka révén találkozott Frank „Hencegő” Cahill-lel, aki kedvét lelte a fiú „szekálásában”. Augusztus 17-én, egy hangos szóváltás után Cahill McCartyra támadt, és a földre teperte. Erre a fiú fegyvert rántott, és lelőtte Cahillt, aki másnap belehalt a sérülésébe. Tettéért újra őrizetbe került. Már csak a rendőrbíró megérkezésére vártak, de McCarty még ezelőtt megszökött.
Újra szökésben a William H. Bonney nevet kezdte használni. Lopott lovával Új-Mexikó irányába tartott. Legközelebb Heiskell Jones pecosi otthonában tűnt fel. Mivel az apacsok ellopták a lovát, kénytelen volt gyalogolni a legközelebbi településig, ahol Jonesnak volt a háza. A lány ápolta McCartyt, aki majdnem meghalt. Miután felépült, egy lovat is adtak neki a sajátjaik közül.

### Lincoln megyei marhaháború
1877 őszén Lincoln megyében telepedett le, ahol James Dolan és társa marhahajcsárként alkalmazta. A konfliktus, ami Lincoln megyei marhaháborúként vált ismertté, két vállalkozó üzleti harca volt. Az egyik oldalon a helyi politikai-gazdasági maffia támogatását élvező James Dolan, a másikon az angol John Tunstall és társa, Alex McSween állt. A történések 1878. február 18-án fordultak igazán komolyra, amikor Tunstallt megölték, ez nem csak Bonney-t, hanem a többi társát is felbőszítette, és bosszút esküdtek.
Megalakították saját csapatukat, a Regulátorokat, vezetőjüknek Richard "Dick" Brewer-t választották, és levadászták azt a két feltételezett gyilkost, aki megölhette Tunstallt. Március 6-án elfogták őket (Bill Mortont és Frank Bakert), és három nap múlva Agua Negra közelében megölték őket. Miközben visszafelé tartottak Lincoln felé, megölték egy csapattársukat is (McCloskey-t), mert árulónak hitték.
Április 1-jén a Regulátorok (Jim French, Frank McNab, John Middleton, Fred Waite, Henry Brown és Bonney) megölték William J. Brady sheriffet és helyettesét. Akkor sérült meg, amikor megpróbálta visszaszerezni a pisztolyát, amit Brady korábban egy letartóztatás során vett el tőle.
Április 4-ére felkutatták és megölték az egykori bölényvadászt, Buckshot Robertst, de előtte Robertsnek sikerült lelőnie a Regulátorok vezérét, Richard "Dick" Brewert. Két másik csapattag is megsebesült a Blazer's Millben lefolytatott fegyverpárbaj során. Ezután Bonney (McCarty) vette át a csapat irányítását.
Brady megölésének vádja miatt a következő hónapokban a banda leginkább bujdosott, majd 1878. július 15-én csapdába estek McSween házában (McSweennel együtt); csapdába ejtők között voltak Brady emberei, és a The House tagjai. Egy ötnapos ostrom után felgyújtották McSween házát. McCarty és a Regulátorok egy-két tagja elmenekült, közben McCarty megölte a The House egyik tagját, Bob Beckwitht, és talán még másokat is. McSweent lelőtték, az ő halála jelezte a Lincoln megyei marhaháború végét.

### Lew Wallace és az amnesztia

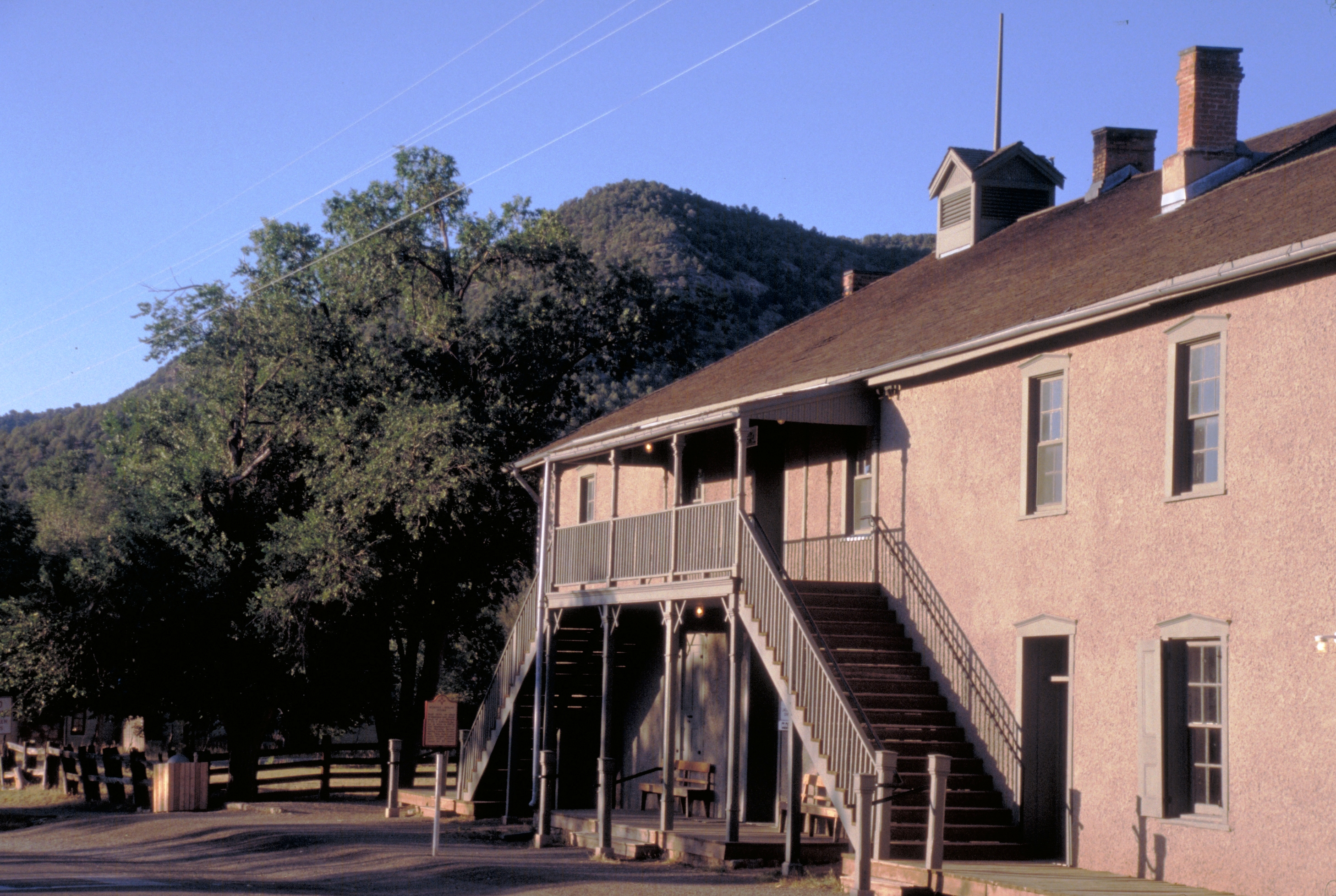
A lincolni börtön és bíróság épülete

1878 őszén Új-Mexikónak új kormányzója lett, Lew Wallace személyében. A béke helyreállítása érdekében úgy döntött, hogy amnesztiát ad azoknak akik részt vettek a Lincoln megyei marhaháborúban és nem voltak vád alá helyezve. McCarty a McSween házból történt elmenekülése után Mexikóban tartózkodott, ám vád alatt volt. Wallace azonban úgy értesült, hogy Bonney hajlandó tanúskodni Dolanék ellen, amennyiben amnesztiát kap. 1879 márciusában Wallace és McCarty találkoztak, hogy megvitathassák az alkukötést. Végül is megegyeztek.
A megállapodás értelmében el kellett játszaniuk letartóztatását és egy rövid ideig a börtönbe is be kellett vonulni, míg a vallomása alapján az eljárás lefolyt. A megvádoltakat felmentették és McCarty-t fogták perbe Brady meggyilkolásáért. John Dolan, körzeti ügyvéd, a The House banda vezetőjének egyik jelentős tagja, elutasította McCarty szabadlábra helyezését és visszazáratta a börtönbe 1879 júniusában. De a börtön most sem tartotta vissza: kihúzta kezét a bilincsből és megszökött. A következő fél évben lopásból, szerencsejátékokból és gyilkosságokból tartotta el magát. 1880 januárjában megölt egy Joe Grant nevű férfit egy Fort Sumner-beli szalonban. Grant pókerezés közben dicsekedett, hogy meg tudná ölni a Kölyköt, ha egyszer elé kerülne, de nem ismerte fel, hogy akivel pókerezett, az maga a kölyök. A Kölyök mondta meg neki, hogy ki is ő valójában, erre Grant tüzelni kezdett, de a Kölyök lelőtte őt. 1880 novemberében egy rendőrkülönítmény csapdába ejtette McCarty bandáját egy házban. A rendőrök közül James Carlysle egy fehér zászló kíséretében bemerészkedett a házba, hogy tárgyaljon velük. Carlysle-nak az éjszaka folyamán nyilvánvalóvá vált, hogy a banditák csak húzzák az időt, amikor kintről egy lövés jött. Ebből Carlysle arra következtetett, hogy kint maradt társai megölték Greathouse-t (akié a ház volt, és akit túszként küldtek ki azért hogy biztosítsa a bennlévő Carlysle életét), úgy döntött, jobb menekülni. Kitörte az ablakot és a hóba esett, társai azonban azt hitték, hogy a banda egyik tagja és lelőtték. Tudatosulva bennük, hogy mit tettek összezavarodtak és ezzel hagyták a bandát megszökni.

### Pat Garrett

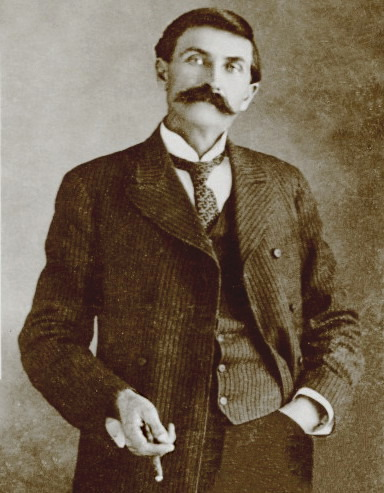
Pat Garrett (1850-1908)

A Kölyök nyomába ezúttal egykori társa, a rettenthetetlen bölényvadász, az 1880 novemberében Lincoln megye seriffjévé választott Pat Garrett eredt, összeszedett egy csapatot és 500$-os vérdíjat tűzött ki a Kölyök fejére. A Garrett vezette csapat már sokkal jobban haladt Billy kézre kerítésében, adódóan abból, hogy Garrett jól ismerte szokásait és búvóhelyeit. December 19-én éppen csak meg tudott menekülni a Garrett féle csapat éjféli rajtaütése elől, Fort Sumnerben, de társa Tom O'Folliard lövést kapott és meghalt. December 23-án egy Stinking Springs-i elhagyatott épületben ejtették csapdába. Míg Billy és bandája az épületben aludt, Garrett körbevette csapatával az épületet és várta a napfelkeltét. A következő reggel az egyik marhatolvaj, Charlie Bowdre kiment, hogy megetesse lovát, Garrették azt hitték, hogy Billy az és lelőtték. Ezután nem sokkal egyikük lóval próbált menekülni, de őt is és lovát is lelőtték, ezzel eltorlaszolva az épület egyetlen kijáratát.
Ekkor Garrették hozzáláttak enni és meghívták a bennlévőket is, de a bentiek elküldték őket a pokolba. Később az éhes és kimerült banditák végül engedtek és kimentek, mivel belátták nincs esély menekülésre.

### Menekülés Lincolnból
Billy-t, a Kölyköt Mesilla városában börtönözték be és ott várt áprilisi tárgyalására. Az addigi időt úgy töltötte el, hogy újságoknak nyilatkozott és Wallace kormányzónak írt felmentéséért könyörgő leveleket, amit a kormányzó rendre elutasított. Billy tárgyalása egy nap alatt lezajlott és elítélték Brady seriff megöléséért. 

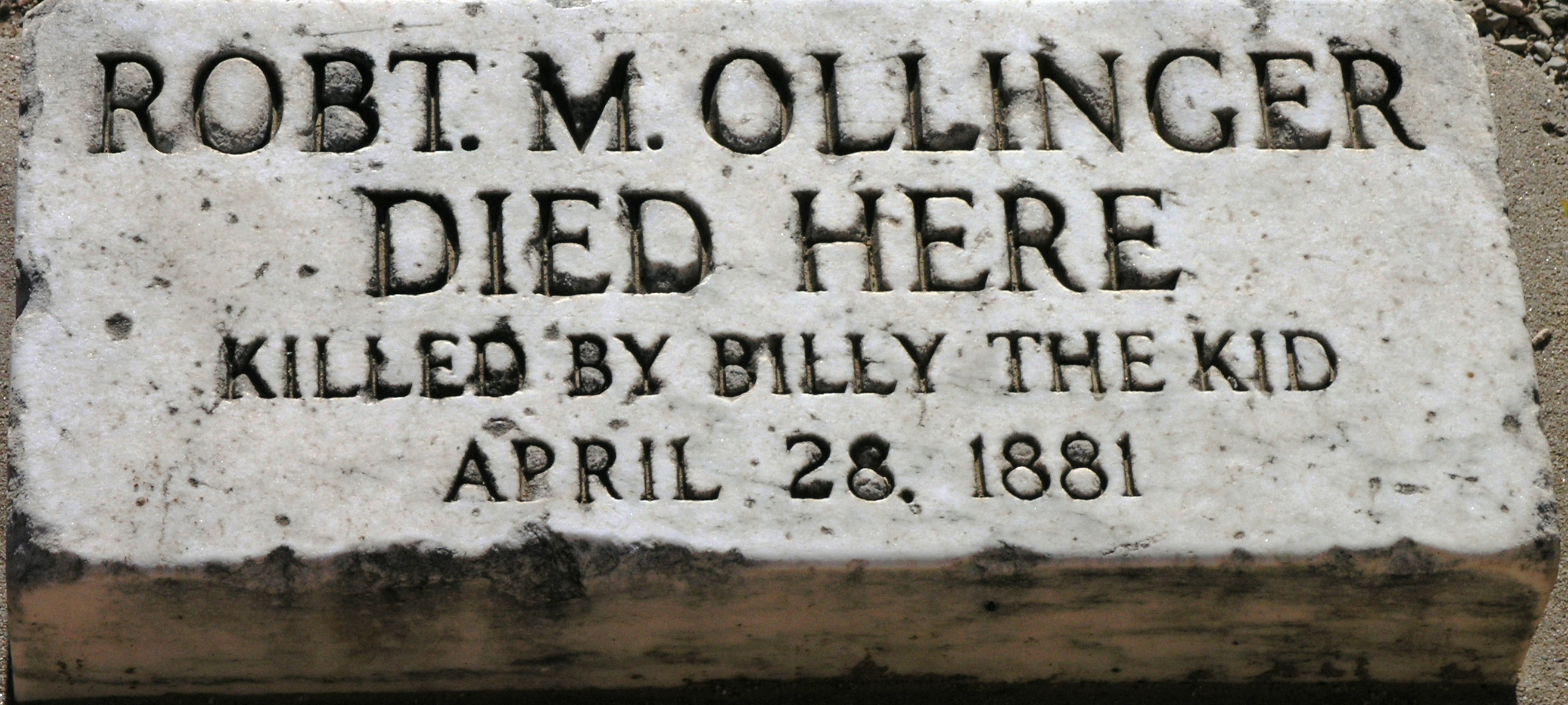
Billy egyik áldozatának emléktáblája

Április 13-án Warren Bristol bíró kötél általi halálra ítélte. A kivégzést május 13-ára tervezték és Billy-t visszaszállították Lincolnba, Garrett két helyettese vigyázott rá; James Bell és Robert Ollinger. Április 28-án élete legbravúrosabb és egyben utolsó szökését hajtotta végre; míg Garrett városon kívül volt, Billy egy becsempészett pisztollyal lelőtte a két helyettest és továbbállt.

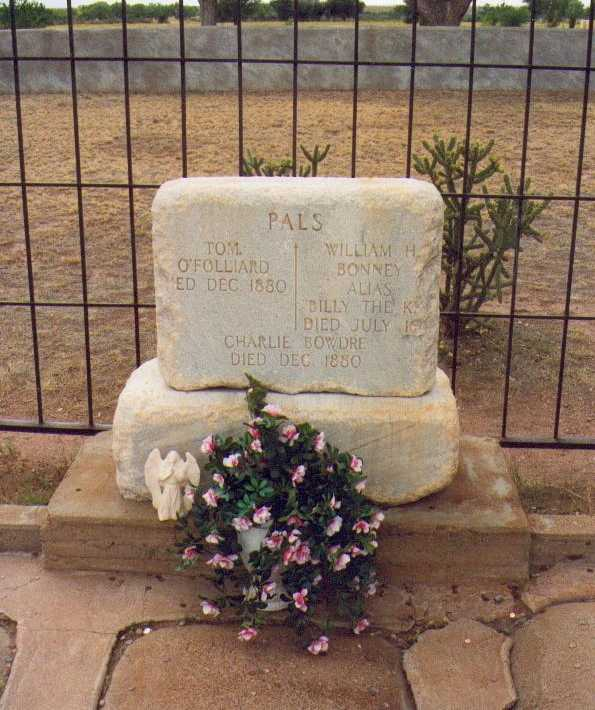
Billy és társai sírja Fort Sumnerben

Vannak olyan elképzelések, hogy még 3 hónapig szökése után is Fort Sumner környékén tanyázott. 1881. július 14-én Garrett és két társa Billy egyik barátját, Peter Maxwell-t kérdezte ki annak házában. Már éjfél volt, amikor Billy váratlanul belépett a szobába pisztollyal a kezében. Nem ismerte fel a szobában lévőket a homály miatt, de hallotta, hogy vannak ott és spanyolul megkérdezte: Ki az? Ki az? Mikor Garrett felismerte a hangját kétszer rálőtt, az egyik golyó a szívét sebesítette meg, ezzel azonnali halálát okozva. Másik feltételezés szerint kés volt nála és lesből lőtték le.
Henry McCartyt, alias Henry Antrimot, alias William H. Bonney-t, alias Billyt, a Kölyköt másnap temették el Fort Sumner régi katonai temetőjében, régi bajtársai, Tom O'Folliard és Charlie Bowdre mellé. Később sírkövet állítottak hármuknak, amit háromszor elloptak, majd az 1940-es években teljesen elkerítették a nyughelyet.
Legendák szerint Billy nem is halt meg; mikor Garrettnek le kellett volna lőnie, elengedte. Ezt kihasználva a későbbiekben több imposztor is felbukkant. Az egyik Brushy Bill volt, aki Ollie P. Roberts volt polgári nevén. Őt azért nem tartják hitelesnek mert nem tudott spanyolul, ellenben az igazival. A másik John Miller volt, akiről 1937-ben bekövetkezett halála után családja állította, hogy ő az igazi Billy.

## Bal- vagy jobbkezes volt Billy?

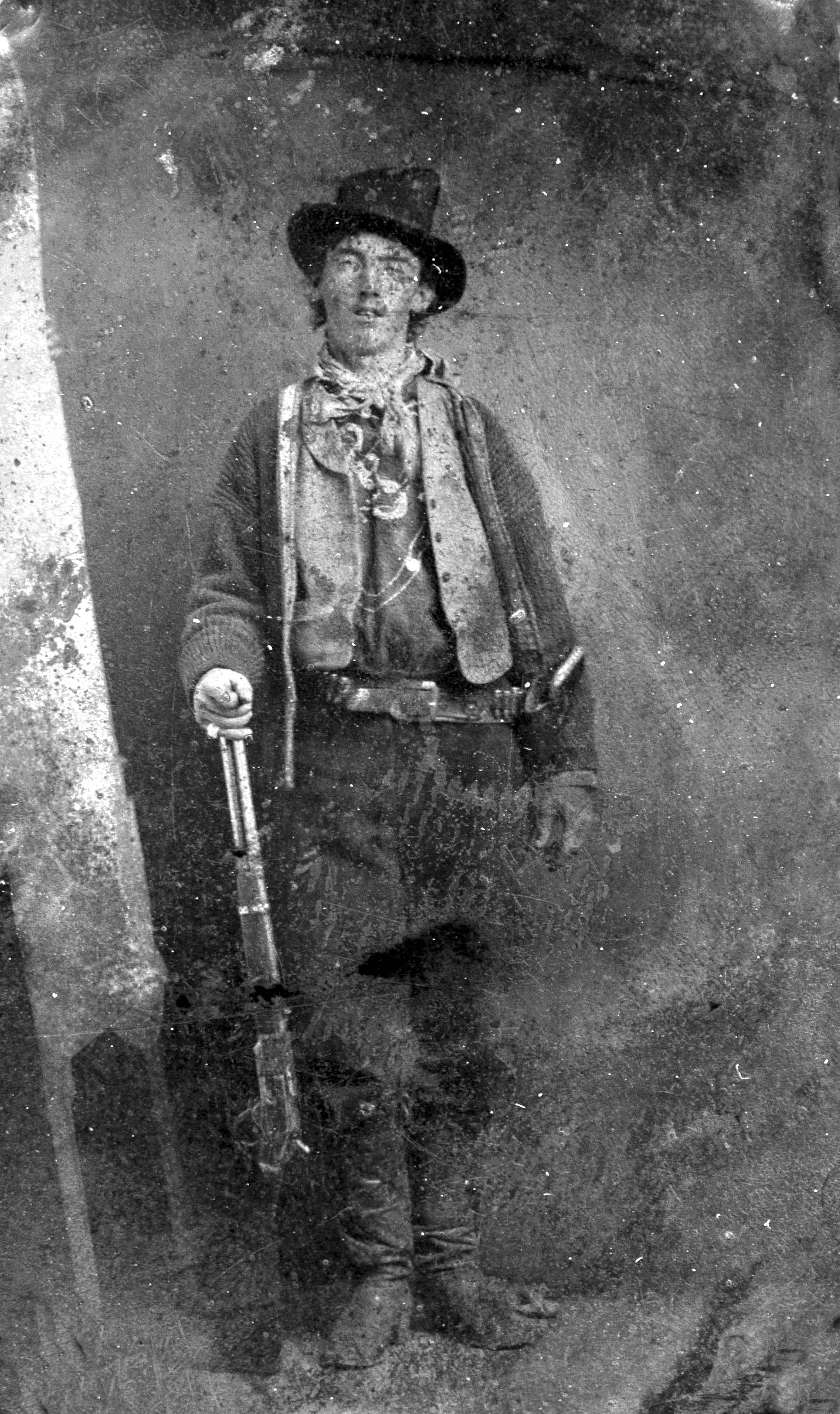
Ez a hibás fénykép, mely függőleges tengely mentén tükrözve van.

Jobbkezes. A 20. században elterjedt a nézet, miszerint Billy balkezes volt. E hiedelem azon tényből ered, hogy Billy egyik ismert fotóján – egy ferrotípián – egy Model 1873 Winchester fegyverrel látható a jobb kezében és egy fegyverövvel a bal oldalán, ahol egy balkezes alkalmasint hordaná a pisztolyát. A 20. század végén kiderült, hogy a szóban forgó kép, valójában oldalhelytelen. Minden 1873-as modell tárhelye a jobb oldalon van, bizonyítandó, hogy a kép tényleg fordított és Billy a fegyverét jobboldalt hordta. Mind a két kezével tudott írni.

## Fényképek

### Dedrick-ferrotípia
Sokáig az egyetlen ismert hiteles fényképfelvétel Billy, a kölyökről a Dedrick-ferroptípia volt, melyet egy utazó fotográfus készítette 1879 vagy 1880 telén. A kisméretű, 5 × 8 cm-es ferrotípiát ma a világ legdrágább fényképei között tartják számon. A felvétel készítésének pontos ideje nem ismert, valamikor 1879 vagy 1880 elején készülhetett a új-mexikói Fort Sumnerben. Billy egy vándorfényképészt – nagy valószínűséggel Ben Witticket (1845–1903) – kért fel, hogy fényképezze le őt. A felvétel első alkalommal 1881-ben jelent meg a Boston Illustrated Police News-ban. Egy évvel később Pat Garret Billyről írt életrajzi regényében is szerepelt. Az Dedrick/Upham-ferrotípia néven is ismert fotográfiát egyetlen alkalommal, az 1980-as években Új-Mexikóban mutatták be egy kiállítás részeként. 2011 júniusában Denverben a Brian Lebel’s Old West Auction bocsátotta árverésre Billy, a Kölyök fotóját, amelyért William Koch magángyűjtő 2,3 millió dollárt fizetett.

### Krokett-ferrotípia
2010-ben került elő egy másik felvétel is McCartyról, mely 1878-ban Új-Mexikóban készült, melyen Billy és több másik ember krokettezik egy ház előtt. Ennek a felvételnek a hitelessége vitatott.
- Billy, a kölyökről készült másik – vitatott hitelességű – felvétel (1878)
- A kép részlete: Billy, a kölyök (bal oldal)

## Megjelenése a kultúrában
Könyvek
- Michael Ondaatje 1970-es verses könyve: The Collected Works of Billy the Kid
- N. Scott Momaday regénye:The Ancient Child
- Charles Neider 1956-os regénye: The Authentic Death of Hendry Jones
- Bill Brooks 2001-es regénye: The Stone Garden
- Loren D. Estleman 1998-as regénye: Journey of the Dead
- Larry McMurtry's 1998-as regénye: Anything for Billy
- Pat Garrett könyve: The Authentic Life of Billy, the Kid
- Jack Spicer 1958-as versei: Billy The Kid
- bpNichol 1970-es prózai verse: The True Eventual Story of Billy the Kid
- Jim Wynne könyve: War in the Guadalupes
- Jorge Luis Borges: The Disinterested Killer Bill Harrigan
- Eric Powell 2005-ös képregénysorozet: Billy the Kid's Old Timey Oddities
- Robert M. Utley 1989-es könyve: Billy the Kid, A Short and Violent Life
- Frederick Nolan's 1998-as életrajzi könyve: The West of Billy the Kid
- Lucky Luke képregény albumok: Billy the Kid (1962), and L'escorte (1966),
- Elizabeth Fackler's novel Billy the Kid: The Legend of El Chivato (ISBN 0-312-85559-1)
- Theodore Taylor: Billy the Kid, a Novel
- Michael Wallis: Billy the Kid-The Endless Ride (2007)
- William Johnstone: Song of Eagles

Film
- Billy the Kid (1930), King Vidor filmje, szereplők: Johnny Mack Brown Billy szerepében és Wallace Beery Pat Garrettként
- Billy the Kid Returns (1938): Roy Rogers kettős szerepet vállalt; egyrészt ő volt Billy, a Kölyök és hasonmását, aki Pat Garrett lőtt le.
- Billy the Kid (1941), az 1930-as film remake-je, főszerepekben Robert Taylor és Brian Donlevy
- The Outlaw, Howard Hughes filmje (1943)
- The Kid from Texas (1950)
- Balkezes pisztolyhős (1958), Arthur Penn filmje, Paul Newman főszereplésével
- The Tall Man, 1960 tv-sorozat, Pat Garrett megformálója Barry Sullivan
- Billy the Kid vs Dracula (1966), William Beaudine filmje, John Carradine főszereplésével
- Chisum (1970), John Wayne John Chisum szerepében,
- Dirty Little Billy (1972) Stan Dragoti filmje, Michael J. Pollard főszereplésével
- Pat Garrett és Billy, a Kölyök (1973), Sam Peckinpah filmje Bob Dylan zenéjével
- Billy The Kid (1989) Gore Vidal filmje, főszerepben: Val Kilmer
- Young Guns (1988), Christopher Cain filmje, Emilio Estevez főszereplésével
- Bill és Ted zseniális kalandja (1989), főszerepekben Keanu Reeves és Alex Winter, és Dan Shor Billy szerepében
- Young Guns II (1990), Geoff Murphy filmje, Emilio Estevez főszereplésével
- Requiem for Billy the Kid (2006), Anne Feinsilber filmje, Kris Kristofferson főszereplésével
- Old Henry (2021), Potsy Ponciroli filmje, Tim Blake Nelson főszereplésével

Játékok
- Billy the Kid Returns, számítógépes játék, melyet az Alive Software mutatott be 1993-ban
- The Legend of Billy the Kid, melyet az Ocean Software mutatott be 1991-ben
- America - stratégiai játék
- Bang - western kártyajáték

Zene
- Bob Dylan albuma: Pat Garrett and Billy the Kid, az 1973-as film zenéje
- Jon Bon Jovi albuma: Blaze of Glory, a Young Guns II (Vadnyugat fiai II) zenéje
- Running Wild: Billy the Kid
- Charlie Daniels: Billy the Kid
- Billy Dean: Billy the Kid
- Diablo Royale: Dead at 21
- Joe Ely: Me and Billy The Kid
- Ricky Fitzpatrick: Ballad of Billy the Kid
- Jerry Granelli2005-ös albuma: Sand Hills Reunion
- Pat Green: Me and Billy the Kid
- Billy Joel: The Ballad of Billy the Kid
- Chris LeDoux: Billy the Kid
- Tom Pacheco: Nobody ever killed Billy the Kid
- Tom Petty: Billy the Kid
- Marty Robbins: Billy the Kid
- Two Gallants: "Las Cruces Jail
- Marty Stuart: Me and Billy The Kid, úgy meséli el a történetet mintha az énekes barátja lenne
- Dan Jefferies: I want to shag Billy the Kid!
- P. Mobil: Billy, a kölyök

Színpadon
- Aaron Copland 1938-as balletje: Billy the Kid
- Joseph Santley 1906-os Broadway darabja